# Tuber excavatum
Il Tuber excavatum Vittad. è un fungo

## Descrizione della specie

### Carpoforo
Fino a 3–4 cm di diametro, subgloboso, con la caratteristica depressione basale rientrante.
Peridioliscio o rugoso, da giallo ocra a bruno rossastro, finemente squamoso.

### Gleba
Dura, secca e legnosa, color ocra chiaro fino a bruno-rossastro, con venature biancastre. 
Odorearomatico.

## Microscopia
Spore35-43 x 22-39 µm, ellissoidali, giallo-brune in massa, reticolate-alveolate.

## Habitat
Fruttifica in boschi di latifoglie (querce, noccioli, betulle) e aghifoglie (abeti), soprattutto in terreni sciolti e argilloso-calcarei, nel periodo luglio-dicembre.

## Commestibilità
Commestibile ma di nessun valore. Spesso viene mischiato al Tuber aestivum da commercianti disonesti per ricavarne un maggiore guadagno.

## Nomi comuni
- Durone
- Balton

## Sinonimi e binomi obsoleti
- Tuber aestivum var. excavatum